# Danuta Gąska
Danuta Gąska, po mężu Sobiś (ur. 18 lutego 1953) – polska lekkoatletka, sprinterka i płotkarka, specjalizująca się w biegu na 100 metrów przez płotki, wicemistrzyni Europy juniorek (1970), medalistka mistrzostw Polski.

## Kariera sportowa
Była zawodniczką Budowlanych Bydgoszcz.
Na mistrzostwach Polski seniorek na otwartym stadionie wywalczyła jeden medal - brązowy w biegu na 400 m ppł - w 1974.
Reprezentowała Polskę na mistrzostwach Europy juniorów w 1970, gdzie w sztafecie 4 x 400 metrów zdobyła srebrny medal (z Anielą Szubert, Krystyną Lech i Bożeną Zientarską), a w biegu na 400 metrów zajęła 7. miejsce, z wynikiem 56,63. 
Pracowała jako trener w sekcji lekkoatletycznej mężczyzn KU AZS Uniwersytetu Technologiczno-Przyrodniczego w Bydgoszczy
Rekordy życiowe:
- 400 m: 55,2 (22.06.1974)
- 400 m ppł: 60,54 (19.07.1974)